# Cryphia ruckbeili
Cryphia ruckbeili là một loài bướm đêm trong họ Noctuidae.